# Коукал молуцький
Коука́л молуцький (Centropus spilopterus) — вид зозулеподібних птахів родини зозулевих (Cuculidae). Ендемік Індонезії. Раніше вважався підвидом смугастохвостого коукала, однак був визнаний окремим видом.

## Поширення і екологія
Молуцькі коукали є ендеміками островів Кай на південному заході Молуккського архіпелагу. Вони живуть на узліссях вологих тропічних лісів, в рідколіссях і чагарникових заростях, на луках і полях. Живляться комахами та іншими безхребетними, а також дрібними плазунами.